# Panamerican Football Confederation
Panamerican Football Confederation var Amerikas (nationer under styre av CONCACAF och CONMEBOL) fotbollskonfederation, grundad 1946. Konfederationens syfte var att samla samtliga nationella fotbollsförbund under ett styre, men upplöstes efter organiserat en tävling med tre upplagor; Panamerikanska mästerskapet i fotboll 1952, 1956 och 1960.